# Carved in Sand
Albums de The Mission
Children
(1988) Grains of Sand
(1990)
Singles
1. Butterfly on a Wheel
Sortie : 1990
2. Deliverance
Sortie : 1990
3. Into the Blue
Sortie : 1990

Carved in Sand est le troisième album studio du groupe de rock britannique The Mission sorti en février 1990.
Il entre dans les classements des ventes de plusieurs pays. Il s'agit du plus grand succès commercial du groupe. Au Royaume-Uni il atteint la 7e place et est certifié disque d'or. Les trois singles qui en sont extraits ont les honneurs des charts britanniques, notamment Butterfly on a Wheel qui culmine à la 12e place du UK Singles Chart.
Le groupe avait invité des membres de son fan club à l'aider à choisir les chansons qui apparaissent sur le disque.
En novembre 1990, paraît un album complémentaire de celui-ci, intitulé Grains of Sand, sur lequel figurent des titres enregistrés lors des mêmes sessions.
La réédition remastérisée double CD, sortie en 2008, regroupe les deux albums avec des bonus, dont des reprises de chansons glam rock enregistrées lors d'un concert donné à l'Aston Villa Centre de Birmingham en décembre 1989 sous le nom de The Metal Gurus.

## Musiciens
- Wayne Hussey – chant, guitares
- Simon Hinkler (en) – guitares
- Craig Adams (en) – basse
- Mick Brown – batterie

Musicien additionnels
- Reeves Gabrels – guitare additionelle sur Into the Blue et Hungry as the Hunter
- Baluji Shrivastav (en) – sitar sur Sea of Love
- Guy Chambers (en) – piano sur Grapes of Wrath

## Liste des titres
Paroles écrites par Wayne Hussey, musique composée par Craig Adams, Mick Brown, Simon Hinkler et Wayne Hussey, sauf mentions
| No  | Titre                               | Durée |
| --- | ----------------------------------- | ----- |
| 1.  | Amelia                              | 2:55  |
| 2.  | Into the Blue                       | 4:11  |
| 3.  | Butterfly on a Wheel                | 5:44  |
| 4.  | Sea of Love                         | 5:23  |
| 5.  | Deliverance                         | 6:03  |
| 6.  | Grapes of Wrath                     | 4:20  |
| 7.  | Belief                              | 7:34  |
| 8.  | Paradise (Will Shine Like the Moon) | 3:54  |
| 9.  | Hungry as the Hunter                | 5:14  |
| 10. | Lovely                              | 1:59  |

| 11. | Hands Accros the Ocean (Andy Partridge mix) | - Adams - Brown - Hussey | 3:57 |
| 12. | Divided We Fall (demo)                      |                          | 3:44 |
| 13. | Sea of Love (demo)                          |                          | 5:11 |
| 14. | Hungry as the Hunter (demo)                 |                          | 5:36 |
| 15. | Bird of Passage (demo)                      |                          | 5:41 |
| 16. | Butterfly on a Wheel (Hoedown C&W version)  |                          | 3:28 |
| 17. | Hands Across the Ocean (White Elephant mix) | - Adams - Brown - Hussey | 3:55 |

CD bonus réédition de 2008
| 1.  | Hands Across the Ocean                | - Adams - Brown - Hussey | 3:49 |
| 2.  | The Grip of Disease                   |                          | 4:13 |
| 3.  | Divided We Fall                       |                          | 3:41 |
| 4.  | Mercenary                             |                          | 2:51 |
| 5.  | Mr. Pleasant                          | Ray Davies               | 2:52 |
| 6.  | Kingdom Come (Forever and Again)      |                          | 4:58 |
| 7.  | Heaven Sends You                      |                          | 4:54 |
| 8.  | Sweet Smile of a Mystery              |                          | 3:55 |
| 9.  | Tower of Strength (The Casbah mix)    |                          | 4:31 |
| 10. | Butterfly on a Wheel (Troubadour mix) |                          | 4:30 |
| 11. | Love                                  | John Lennon              | 1:52 |
| 12. | Bird of Passage                       |                          | 6:38 |

| 13. | The Ballroom Blitz            | - Nicky Chinn - Mike Chapman   | 3:40 |
| 14. | Cracked Actor                 | David Bowie                    | 2:49 |
| 15. | Mama Weer All Crazee Now (en) | - Jim Lea - Noddy Holder       | 3:47 |
| 16. | Get It On                     | Marc Bolan                     | 4:00 |
| 17. | Caroline                      | - Robert Young - Francis Rossi | 3:50 |
| 18. | Virginia Plain                | Bryan Ferry                    | 2:51 |
| 19. | Metal Guru                    | Marc Bolan                     | 2:28 |
| 20. | Block Buster! (en)            | - Nicky Chinn - Mike Chapman   | 3:01 |
| 21. | Merry Xmas Everybody          | - Jim Lea - Noddy Holder       | 3:15 |

## Classements hebdomadaires
| Classement (1990)                     | Meilleure position |
| ------------------------------------- | ------------------ |
| Allemagne (Media Control AG)          | 16                 |
| Autriche (Ö3 Austria Top 40)          | 25                 |
| États-Unis (Billboard 200)            | 101                |
| Nouvelle-Zélande (RIANZ)              | 34                 |
| Pays-Bas (Mega Album Top 100)         | 33                 |
| Royaume-Uni (Official Charts Company) | 7                  |
| Suède (Sverigetopplistan)             | 17                 |
| Suisse (Schweizer Hitparade)          | 7                  |

## Certifications
| Pays              | Certification | Unités certifiées |
| ----------------- | ------------- | ----------------- |
| Royaume-Uni (BPI) | Or            | 100 000           |